# Примарні піжами
Примарні піжами (англ. The Haunted Pajamas) — американська комедійна мелодрама режисера Фреда Дж. Белшофера 1917 року.

## У ролях
- Гарольд Локвуд — Річард Хадсон
- Кармел Майерс — Френсіс Кіркленд
- Едвард Седжвік — Джек Біллінгс
- Лестер Кунео — суддя Біллінгс
- Пол Вілліс — Френсіс Біллінгс
- Гаррі ДеРой — Дженкінс
- Хелен Вер — Елізабет Біллінгс